# Потъване на лодка с мигранти в Месения (2023)
На 14 юни 2023 г. рибарска лодка, превозваща нелегални мигранти, потъва в Йонийско море край бреговете на Пилос, Месения, Гърция. Лодката, която напуска Тобрук, Либия, на 10 юни, превозва около 750 мигранти. Усилията за търсене и спасяване на гръцките власти спасяват 104 души, сред които египтяни, сирийци, пакистанци, афганистанци и палестинци, и изваждат 82 тела. Стотици хора изчезват и телата им никога не са открити; предполага се, че са загинали.

## Обща информация
Продължаващата криза в Либия, наред с нестабилността в съседните страни, позволява да се развие голям бизнес за трафик на хора, превръщайки Либия в център за придвижване на мигранти и бежанци през Средиземно море към Европа.
Морският път от Северна Африка до Италия за мигранти и бежанци, търсещи да стигнат до Европа, е обявен за най-смъртоносния маршрут на Земята от Международната организация по миграция, която регистрира 21 000 смъртни случая от 2014 г. Контрабандистите тълпят мигранти в негодни за плаване съдове, често в заключени трюмове, в продължение на дни на път. Те се насочват към Италия, през морето от Либия, тъй като е по-близо до Западна Европа, отколкото Гърция.
По тези морски маршрути за трафик на хора към Европа се наблюдава нарастващ брой фатални инциденти: 3800 души загиват през 2022 г., докато преминават по маршрутите на мигранти и бежанци от Близкия изток и Северна Африка, от които 3789 загиват по морски маршрути в и около региона. На 26 февруари 2023 г. най-малко 94 души загиват, когато дървена лодка от Измир, Турция, потъва край Кутро в Южна Италия в най-смъртоносния средиземноморски инцидент за 2023 г. преди случая край Пилос.

## Инцидент
Лодката, наречена „Андриана“, отпътува от Тобрук, град в Киренайка, Либия, южно от гръцкия остров Крит, на 10 юни 2023 г. Плавателният съд превозва прекомерно голям брой хора, значително над неговия капацитет. Според Alarm Phone, европейска благотворителна спасителна организация, която твърди, че е получила обаждане за помощ от кораба, до 750 души са били на борда, но не е ясно дали става въпрос за същата лодка. Международната организация по миграция (МОМ) изчислява броя на пътниците на около 400 души. Йоанис Зафиропулос, заместник-кмет на гръцкия пристанищен град Каламата, заявява, че са били над 500 души. Плавателният съд е рибарска лодка  с предполагаема дължина между 20 до 30 метра. „Андриана“ пътува към Италия.
На 13 юни италианската брегова охрана предупреждава гръцките власти и агенцията за защита на границите на Европейския съюз (ЕС) Фронтекс, за идващ кораб в беда. По-специално, италианците информират гърците за странните движения на кораба. Гръцката брегова охрана казва, че самолетите на Фронтекс и два търговски кораба засичат кораба, който се приближава от юг с висока скорост, което води до изпращането на още самолети и плавателни съдове. Предложения за помощ са отправени към кораба, но според гръцката брегова охрана са отхвърлени.
Следобед един от търговските кораби се приближава до „Андриана“ и му предлага помощ; пътниците отказват. По-късно друг търговски кораб прави същото и получава същия отговор. Патрул на гръцката брегова охрана се приближава до палубата на плавателния съд вечерта, където потвърждава наличието на голям брой мигранти. Мигрантите отново отказват всякаква помощ, заявявайки, че желаят да продължат към Италия. И в трите случая мигрантите заявяват, че искат храна и вода, които гръцкият патрулен кораб и търговският кораб под малтийски флаг им предоставят. По-късно гръцкият патрул придружава кораба.
Около 1:40 ч сутринта (EEST) на 14 юни гръцката брегова охрана научава, че двигателят на „Андриана“ се е повредил. След като получават молба за помощ, служителите на бреговата охрана се приближават до кораба. Те заявяват, че след това „видели как лодката завива надясно, след това рязко наляво и след това още веднъж надясно, толкова рязко, че кара корабът да се преобърне“. Около 10 до 15 минути по-късно „Андриана“ потъва, изпращайки пътниците си във вълните на Йонийско море. Корабът потъва на около 80 км край бреговете на Пилос, Месения, в Пелопонес, в зона с приблизителна дълбочина около 4000 до 5200 метра. Гръцката брегова охрана съобщава, че никой на борда не е носил спасителна жилетка.
Според разследвания, публикувани от BBC и News 24/7, лодката е била неподвижна в продължение на много часове и не се е движела към Италия, както твърди гръцката брегова охрана.

## Търсене и спасение
Веднага след потъването, гръцката брегова охрана и военните започват мащабна операция по търсене и спасяване. Операцията е усложнена от силния вятър в района. Оцелелите са прехвърлени в Каламата. След като спасяват 104 души, гръцките власти заявяват, че не очакват да намерят повече, оставяйки стотици все още в неизвестност. Оцелелите, мнозинството от които са мъже, съобщават, че контрабандистите са държали жените и децата заключени в трюма. Въз основа на разкази на оцелели се смята, че до 100 деца са задържани по време на потъването. Според изтекли свидетелства, разказани от оцелели пред бреговата охрана, пакистанците са принудени да лежат под палубата, а други националности са допускани на горната палуба, където са имали много по-голям шанс да оцелеят при преобръщане.
Потвърдена е смъртта на най-малко 82 пътници на „Андриана“, което го прави най-смъртоносното корабокрушение за 2023 г. в Гърция. Гръцката полиция казва, че работи с предположението, че около 500 души са в неизвестност. До вечерта на 16 юни гръцките власти арестуват девет заподозрени, за които се смята, че са отговорни за операцията по трафик на хора. Мъжете, всички от египетски произход, са задължени да се явят пред местен магистрат, като прокурорът вероятно ще повдигне обвинения, включително за масово убийство.

## Последици
Гръцката брегова охрана публикува снимки от въздуха, показващи претоварените горна и долна палуба на лодката часове преди да потъне. Бреговата охрана твърди в официални изявления, че лодката и нейните пътници са отказали помощ, тъй като нейната дестинация е Италия, и затова гръцките лодки се отдръпнали. Хората на борда се свързват с Alarm Phone, мрежа за поддръжка на спасителни операции на емигранти, късно във вторник. Пътниците твърдят, че капитанът е напуснал кораба. Смята се, че никой на борда не е носел спасителна жилетка.
Лидерът на опозицията Алексис Ципрас казва, че е посетил пристанище Каламата и е разговарял с оцелели, които казали, че са „викали за помощ“. Той е попитан: „Какъв вид протокол не призовава за спасяване... на претоварена лодка, която е на път да потъне?“ Ципрас казва, че европейската миграционна политика „превръща Средиземно море, нашите морета във водни гробове“. Временната администрация в Атина обявава тридневен национален траур, а гръцкият президент Катерина Сакеларопулу посещава някои от оцелелите и изказа своите съболезнования.
При предишното консервативно правителство гръцките власти заемат твърда позиция по отношение на миграцията, повишавайки граничния контрол и често връщайки лодки, натоварени с мигранти и бежанци. Много леви организации, синдикати и партии, включително Комунистическата партия на Гърция и антирасистки колективи, призовават за протести на 15 юни в знак на солидарност с бежанците и срещу отблъскването и граничните огради, предназначени да контролират миграцията. Същата вечер хиляди протестиращи се събират в Атина и Солун, за да демонстрират срещу миграционните политики на ЕС. Някои протестиращи в Атина хвърлят бензинови бомби по полицията и бяха пръскани със сълзотворен газ. Протестиращите в Каламата демонстрират близо до мигрантските центрове, с един транспарант с надпис: „Крокодилски сълзи! Не на пакта на ЕС за миграцията“. 